# 3333 Schaber
3333 Schaber је астероид главног астероидног појаса чија средња удаљеност од Сунца износи 3,127 астрономских јединица (АЈ).
Апсолутна магнитуда астероида је 11,8.